# Palparellus festivus
Palparellus festivus är en insektsart som först beskrevs av Gerstaecker 1894.  Palparellus festivus ingår i släktet Palparellus och familjen myrlejonsländor. Inga underarter finns listade i Catalogue of Life.